# Grand Prix d'Isbergues 2015
Il Grand Prix d'Isbergues 2015, sessantanovesima edizione della corsa, valevole come evento dell'UCI Europe Tour 2015 categoria 1.1 e come quattordicesima prova della Coppa di Francia, si svolse il 20 settembre 2015 su un percorso di 204 km, con partenza ed arrivo a Isbergues, in Francia. La vittoria fu appannaggio del francese Nacer Bouhanni, il quale terminò la gara in 4h37'45", alla media di 44,07 km/h, precedendo in volata lo slovacco Michael Kolář e a completare il podio il neozelandese Shane Archbold.
Partenza con 161 ciclisti, dei quali 125 completarono la gara.

## Squadre e corridori partecipanti
| N.      | Cod. | Squadra                     |
| ------- | ---- | --------------------------- |
| 1-8     | FDJ  | FDJ                         |
| 11-18   | BMC  | BMC Racing Team             |
| 21-28   | ALM  | AG2R La Mondiale            |
| 31-38   | IAM  | IAM Cycling                 |
| 41-48   | COF  | Cofidis, Solutions Crédits  |
| 51-58   | TCS  | Tinkoff-Saxo                |
| 61-68   | EUC  | Team Europcar               |
| 71-78   | TSV  | Topsport Vlaanderen-Baloise |
| 81-88   | RLM  | Roubaix-Lille Métropole     |
| 91-98   | ROP  | Roompot-Oranje Peloton      |
| 101-108 | AUB  | Auber 93                    |

| N.      | Cod. | Squadra                     |
| ------- | ---- | --------------------------- |
| 111-118 | WBC  | Wallonie-Bruxelles          |
| 121-127 | BOA  | Bora-Argon 18               |
| 131-138 | BSE  | Bretagne-Séché              |
| 141-148 | TJO  | Team Joker                  |
| 151-158 | M13  | Team Marseille 13-KTM       |
| 161-168 | MUR  | Murias Taldea               |
| 171-178 | WGG  | Wanty-Groupe Gobert         |
| 181-188 | ADT  | Armée de Terre              |
| 191-198 | AND  | Androni Giocattoli-Sidermec |
| 201-208 | VER  | Veranclassic-Ekoi           |

## Ordine d'arrivo (Top 10)
| Pos. | Corridore           | Squadra       | Tempo    |
| ---- | ------------------- | ------------- | -------- |
| 1    | Nacer Bouhanni      | Cofidis       | 4h37'45" |
| 2    | Michael Kolář       | Tinkoff-Saxo  | s.t.     |
| 3    | Shane Archbold      | Bora-Argon 18 | s.t.     |
| 4    | Baptiste Planckaert | Roubaix-Lille | s.t.     |
| 5    | Roy Jans            | Wanty-Gobert  | s.t.     |
| 6    | Jonas Van Genechten | IAM Cycling   | s.t.     |
| 7    | Marc Sarreau        | FDJ           | s.t.     |
| 8    | Romain Feillu       | Bretagne      | s.t.     |
| 9    | André Looij         | Roompot       | s.t.     |
| 10   | Samuel Dumoulin     | AG2R          | s.t.     |